# Lublé
Lublé é uma comuna francesa na região administrativa do Centro, no departamento Indre-et-Loire. Estende-se por uma área de 12,4 km². Em 2010 a comuna tinha 146 habitantes (densidade: 11,8 hab./km²).